# Джина Торрес
Джина То́ррес (англ. Gina Torres; нар. 25 квітня 1969, Мангеттен, Нью-Йорк, США) — американська теле- і кіно-акторка, найбільш відома за роллю Кас у фільмах «Матриця: Перезавантаження» та «Матриця: Революція» і Зої в серіалі «Світлячок» та його кінопродовженні «Місія Сереніті», а також по ролях епізодичним Небули в серіалі «Геркулес» і Клеопатри в серіалі «Ксена: принцеса-воїн».

## Фільмографія
| Рік       |    | Українська назва                   | Оригінальна назва                      | Роль                                                      |
| --------- | -- | ---------------------------------- | -------------------------------------- | --------------------------------------------------------- |
| 2021—2022 | с  | 9-1-1: Самотня зірка               | 9-1-1: Lone Star                       | Томмі Вега (33 епізоди)                                   |
| 2020      | с  | Наречені                           | The Brides                             | пілотний епізод                                           |
| 2020      | ф  |                                    | Troubled Waters                        | Дженіс Вотерс                                             |
| 2019—2020 | мс | Єлена з Авалора                    | Elena of Avalor                        | Чатана (голос, 3 епізоди)                                 |
| 2016—2020 | с  | Світ «Дикий Захід»                 | Westworld                              | Лорен (4 епізоди)                                         |
| 2019      | с  | Рівердейл                          | Riverdale                              | пані Бербл (1 епізод)                                     |
| 2019      | мс | Рапунцель: Серіал                  | Tangled: The Series                    | Королева Інгварру (голос, 1 епізод)                       |
| 2019      | с  | Пірсон                             | Pearson                                | Джесіка Пірсон (10 епізодів)                              |
| 2019      | с  |                                    | A Black Lady Sketch Show               | керівник ЦРУ (1 епізод)                                   |
| 2019      | кф |                                    | Dispel                                 | Селеста Скайгуд                                           |
| 2019      | ф  | Села і «Піки»                      | Selah and the Spades                   | Мейбель                                                   |
| 2018      | с  | Трайбека                           | Tribeca                                | Джиліан Кейгілл (1 епізод)                                |
| 2018      | вг | Lego DC Super-Villains             | Lego DC Super-Villains                 | Супержінка (голос)                                        |
| 2018      | вг |                                    | Destiny 2: Forsaken                    | Ikora Rey / Warlock Vanguard (голоси)                     |
| 2018      | с  | Останній Рубіж                     | Final Space                            | різні голоси (7 епізодів)                                 |
| 2011—2018 | с  | Форс-мажори                        | Suits                                  | Джесіка Пірсон (94 епізодів)                              |
| 2015—2018 | мс | Зоряні війни: Повстанці            | Star Wars Rebels                       | Кецу Оньйо (голос, 4 епізоди)                             |
| 2017      | мс | Зоряні війни: Сили Долі            | Star Wars: Forces of Destiny           | Кецу Оньйо (голос, 4 епізоди)                             |
| 2017      | вг | Destiny 2                          | Destiny 2                              | Ikora Rey / Warlock Vanguard (голоси)                     |
| 2017      | с  | Кігті                              | Claws                                  | Саллі Бейтс (1 епізод)                                    |
| 2017      | с  |                                    | The Catch                              | Джастін Діас (10 епізодів)                                |
| 2016      | тф | Смерть Єви Софії Вальдес           | The Death of Eva Sofia Valdez          | Єва Софія Вальдес                                         |
| 2015      | с  | Конмен                             | Con Man                                | Грейс (1 епізод)                                          |
| 2015      | вг |                                    | Destiny: The Taken King                | Ікора Рей (голос)                                         |
| 2013—2015 | с  | Ганнібал                           | Hannibal                               | Белла Кроуфорд (5 епізодів)                               |
| 2015      | с  | Помста                             | Revenge                                | Наталі Вотерс (3 епізоди)                                 |
| 2014      | вг |                                    | Lichdom: Battlemage                    | 12-річний дракон (голос)                                  |
| 2014      | вг | Destiny                            | Destiny                                | Ікора Рей (голос)                                         |
| 2012—2014 | с  | Форс-мажори: вебепізоди            | Suits Webisodes                        | Джесіка Пірсон (6 епізодів)                               |
| 2013      | ф  | Містер Софістикація                | Mr. Sophistication                     | Дженіс Вотерс                                             |
| 2011—2013 | мс | Трансформери: Прайм                | Transformers Prime                     | Архніда (голос, 12 епізодів)                              |
| 2013      | с  | Касл                               | Castle                                 | Пенелопа Фостер (1 епізод)                                |
| 2012      | вг |                                    | Transformers Prime: The Game           | Арахніда (голос)                                          |
| 2011      | вг |                                    | DC Universe Online                     | Диво-жінка (голос)                                        |
| 2010      | ф  |                                    | Huge                                   | Дороті Ренд (10 епізодів)                                 |
| 2010      | мс | Гетто                              | The Boondocks                          | Ебоні Браун (голос, 1 епізод)                             |
| 2010      | мф |                                    | Ліга справедливості: Криза двох світів | Justice League: Crisis on Two Earths / Супержінка (голос) |
| 2010      | с  | Щоденники вампіра                  | The Vampire Diaries                    | Брі (1 епізод)                                            |
| 2009      | тф |                                    | Washington Field                       | Джекі Палмер, спецагент ФБР                               |
| 2009      | с  | Пліткарка                          | Gossip girl                            | Габріела Абрамс (2 епізоди)                               |
| 2009      | с  | Проблиски майбутнього              | FlashForward                           | Феліція Ведек (2 епізоди)                                 |
| 2009      | с  | До смерті красива                  | Drop Dead Diva                         | Діана Голл (1 епізод)                                     |
| 2009      | тф |                                    | Applause for Miss E                    | Меггі                                                     |
| 2009      | ф  |                                    | Don't Let Me Drown                     | Діана                                                     |
| 2009      | с  |                                    | The Unit                               | с-нт Наташа Ендрюс (1 епізод)                             |
| 2008—2009 | с  | Ілай Стоун                         | Eli Stone                              | адвокат Міллер (2 епізоди)                                |
| 2009      | с  | Живий за викликом                  | Pushing Daisies                        | Ліла Робінсон (1 епізод)                                  |
| 2007—2009 | с  | Брудні мокрі гроші                 | Dirty Sexy Money                       | принцеса Ама (2 епізоди)                                  |
| 2008      | с  | Криміналісти: мислити як злочинець | Criminal Minds                         | детектив Теа Салінас (1 епізод)                           |
| 2008      | с  | Кістки                             | Bones                                  | д-р Тоні Езралов (1 епізод)                               |
| 2008      | с  | Бостонське правосуддя              | Boston Legal                           | Мері Франклін, помічниця окружного прокурора (1 епізод)   |
| 2007      | ф  | На південь від Піко                | South of Pico                          | Карда Сілва                                               |
| 2006—2007 | с  | Протистояння                       | Standoff                               | Шеріл Каррера (18 епізодів)                               |
| 2007      | ф  | Я думаю, що люблю свою дружину     | I Think I Love My Wife                 | Бренда Купер                                              |
| 2006      | ф  | П'ять пальців                      | Five Fingers                           | Аіча                                                      |
| 2001—2006 | с  | Псевдонім / Шпигунка               | Alias                                  | Анна Еспіноза (6 епізодів)                                |
| 2006      | с  | Без сліду                          | Without a Trace                        | Тайра Г'юз (1 епізод)                                     |
| 2006      | ф  | Джем                               | Jam                                    | Лілек (Бузок)                                             |
| 2006      | с  | Щит                                | The Shield                             | Седі Кавано (2 епізоди)                                   |
| 2004—2006 | мс | Ліга Справедливості: Без меж       | Justice League Unlimited               | Марі Маккейб / Віксен (голоси, 5 епізодів)                |
| 2005      | тф |                                    | Soccer Moms                            | Джеймі Кейн                                               |
| 2005      | ф  | Місія Сереніті                     | Serenity                               | Зої                                                       |
| 2005      | вг |                                    | The Matrix Online                      | Ніоба (голос)                                             |
| 2005      | ф  | Чесна гра                          | Fair Game                              | Стейсі                                                    |
| 2004      | тф | Ґремерсі-Парк                      | Gramercy Park                          | пані Гаммонд                                              |
| 2004      | ф  | Волосате шоу                       | Hair Show                              | Марселла                                                  |
| 2004      | с  | 24                                 | 24                                     | Джулія Міллікен (7 епізодів)                              |
| 2004      | с  | CSI: Місце злочину                 | CSI: Crime Scene Investigation         | наглядачка Гаттон (1 епізод)                              |
| 2003      | ф  | Матриця: Революція                 | The Matrix Revolutions                 | Кес                                                       |
| 2003      | с  | Захисник                           | The Guardian                           | Седі Гарпер (2 епізоди)                                   |
| 2002—2003 | с  | Світляк                            | Firefly                                | Зої Вошборн (14 епізодів)                                 |
| 2003      | тф |                                    | The Law and Mr. Lee                    | Вікі Лі                                                   |
| 2003      | ф  | Матриця: Перезавантаження          | The Matrix Reloaded                    | Кес                                                       |
| 2003      | с  | Ангел                              | Angel                                  | Джасмін (5 епізодів)                                      |
| 2003      | с  | Агентство                          | The Agency                             | Дачія Банга (1 епізод)                                    |
| 2001—2002 | с  | Тепер уже скоро                    | Any Day Now                            | Стейсі Трентон (7 епізодів)                               |
| 2000—2001 | с  | Клеопатра 2525                     | Cleopatra 2525                         | Гелен Картер (28 епізодів)                                |
| 1997—1999 | с  | Геркулес: Легендарні подорожі      | Hercules: The Legendary Journeys       | Небула (9 епізодів)                                       |
| 1998      | с  | Анкор! Анкор!                      | Encore! Encore!                        | меценатка опери (пілотний епізод)                         |
| 1998      | с  | Її звали Нікіта                    | La Femme Nikita                        | Джена Воглер (1 епізод)                                   |
| 1997      | тф |                                    | The Underworld                         |                                                           |
| 1997      | с  | Ксена: принцеса-воїн               | Xena: Warrior Princess                 | Клеопатра (1 епізод)                                      |
| 1997      | с  | Шоу Грегорі Гайнса                 | The Gregory Hines Show                 | Жанет (1 епізод)                                          |
| 1997      | с  | Профайлер                          | Profiler                               | Мішель Брубейкер (1 епізод)                               |
| 1995—1996 | с  | Одне життя, щоби жити              | One Life to Live                       | Мандалена / Нелл (17 епізодів)                            |
| 1996      | ф  | Сутність вогню                     | The Substance of Fire                  | метрдотель                                                |
| 1996      | тф | Темний ангел                       | Dark Angel                             | ЛаМейн                                                    |
| 1996      | ф  | Трояндове ліжко                    | Bed of Roses                           | Франсін                                                   |
| 1995      | с  | Поліція Нью-Йорка                  | NYPD Blue                              | домініканка (1 епізод)                                    |
| 1992—1995 | с  | Закон і порядок                    | Law & Order                            | Лора Елкін / Шарлін (2 епізоди)                           |
| 1994      | тф | Мантіс                             | M.A.N.T.I.S.                           | д-р Емі Елліс                                             |
| 1992      | с  | Неприродні переслідування          | Unnatural Pursuits                     | Сілкен (1 епізод)                                         |